# Christine Malèvre
Christine Malèvre (1970) is een Franse als seriemoordenares veroordeelde vrouw die in 1998 bekende dertig mensen te hebben geholpen met doodgaan in het François Quesnay-ziekenhuis in Mantes-la-Jolie. Ze werd in januari 2003 veroordeeld tot tien jaar gevangenisstraf als zesvoudig moordenares.
Malèvre begon in januari 1997 met haar reeks dodingen van mensen tussen 72 en 88 jaar oud. Al haar vermeende slachtoffers waren aangekomen in de terminale fase van een longziekte. Zij leken allemaal op eigen verzoek of dat van aanverwanten gestorven te zijn. Geen van de families deed voor Malèvres arrestatie aangifte.

## Actiegroepen
Voor haar bekentenissen deed Malèvre een poging tot zelfmoord. Later bracht ze de reeks bekentenissen terug van dertig tot vier, waarvan er twee ongelukken zouden zijn geweest. Malèvre is sinds haar arrestatie een symbool geworden voor groepen die legalisatie van euthanasie in Frankrijk voorstaan.

## Aanklacht
De autoriteiten besloten Malèvre te vervolgen voor moord omdat uit een rapport bleek dat patiënten een driemaal zo hoge kans hadden op overlijden als zij dienst had. Een psychiatrisch rapport concludeerde dat Malèvre een 'morbide fascinatie' heeft met dood en ziekte.